# Svenska Fjällklubben
Der Svenska Fjällklubben (SFK, deutsch Schwedischer Bergclub) ist ein gemeinnütziger Verein in Schweden.

## Geschichte
Der Bergclub wurde am 11. März 1927 gegründet. Von Anfang an bestand der Club aus einer Handvoll Bergbegeisterter in einem geschlossenen Kreis. Seit 2010 ist Svenska Fjällklubben eine offene landesweite Organisation mit rund 1600 Mitgliedern.
Das Ziel der Fjällklubben ist, das Wissen über die Bergwelt zu vertiefen und ein naturschonendes Leben im Freien in den Bergen zu fördern.
Die Mitglieder sind Wanderer, Kletterer und Skifahrer, die ein gemeinsames Interesse und ein starkes Engagement für die Bergwelt haben.

## Mitgliedermagazin
Das Mitgliedermagazin Fjället deutsch Der Berg erscheint vier Mal jährlich. Das Fjällklubbens-Jahrbuch Till Fjälls erscheint seit 1929 ununterbrochen. Das Fjällklubbens-Clubhaus liegt südlich von Riksgränsen und Katterjåkk am Katterjaure-See, und das Fjällklubbens-Clubbrum befindet sich in Bromma in den Räumlichkeiten von Svenskt Friluftsliv in Stockholm. Der Vorsitzende der Vereinigung in den Jahren 1946–51 war Dag Hammarskjöld (1905–61). Der derzeitige Vorsitzende ist Peter Jakobsson.

## Sektionen
Die Sektionen sind:
- Bergslagssektionen
- Gävle-Dalasektionen
- Göteborgssektionen
- Jämtlandssektionen
- Kirunasektionen
- Sektion Syd
- Stockholmssektionen
- Östgötasektionen